# Liriomyza aposeridis
Liriomyza aposeridis är en tvåvingeart som beskrevs av Beiger 1972. Liriomyza aposeridis ingår i släktet Liriomyza och familjen minerarflugor.
Artens utbredningsområde är Polen. Inga underarter finns listade i Catalogue of Life.